# Leonid Kivalov
Leonid Kivalov (né le 1er avril 1988) est un athlète russe, spécialiste du saut à la perche.
Sa meilleure performance est de 5,71 m en salle, tandis que sa meilleure marque en plein air est de 5,60 m (2007).

## Palmarès

### Universiade
- Athlétisme à l'Universiade d'été de 2007 à Bangkok,  Thaïlande
  -  Médaille d'argent du saut à la perche

### Championnats du monde junior d'athlétisme
- Championnats du monde junior d'athlétisme 2006 à Pékin,  Chine
  -  Médaille de bronze du saut à la perche

### Championnats d'Europe junior d'athlétisme
- Championnats d'Europe junior d'athlétisme 2007 à Hengelo,  Pays-Bas
  -  Médaille d'or du saut à la perche